# 情報スーパーハイウェイ構想
情報スーパーハイウェイ構想（じょうほうスーパーハイウェイこうそう）は、アメリカ合衆国の全てのコンピュータを光ケーブルなどによる高速通信回線で結ぶという構想である。

## 概要
元々はビル・クリントン政権の副大統領であったアル・ゴアが、日本のNTTが打ち出したVI&P構想の影響を受けて提案したものである。結局、多額の予算がかかることで政府による当初の構想は頓挫し、いつの間にか民間を中心に整備したインターネットの普及が、「情報スーパーハイウェイ」の構想を体現したものとしてすりかえられてしまった。
1993年にクリントン政権が発足すると、NII（National Information Infrastructure:全米情報基盤）構想がスタートし、全国的な情報インフラの整備につとめた。
情報スーパーハイウェイ構想は、かつて全米に張り巡らされた高速道路網が物流革命をもたらしたことにあやかっており、アメリカの高速道路の基盤整備を提案したのがアル・ゴアの父であるアルバート・ゴア・シニアだったという因縁がある。
世界的にも情報通信基盤整備の機運が高まり、アジア・太平洋地域においても、アジア・太平洋情報通信基盤 (Asia-Pacific Information Infrastructure、APII）が、1995年5月にソウル（韓国）で開催された第1回APEC電気通信・情報産業大臣会合において採択された。

## 日本国内の情報ハイウェイ
日本の情報ハイウェイは多くが都道府県単位となっており、県域バックボーンなどとも呼ばれている。情報ハイウェイの中にはVLANで区切ってケーブルテレビ (CATV) 会社が映像をマルチキャストでやり取りする用途にも使われているものもある（福井情報スーパーハイウェイなど）。

### 日本での歴史
1994年8月に内閣は「我が国の高度情報通信社会の構築に向けた施策を総合的に推進すること」などを目的とした高度情報通信社会推進本部を設置し、その推進本部はギガビット及び衛星ネットワークの構築を行うプランを策定した。1996年には郵政省が地方自治体とCATV事業者を中心とした地域マルチメディア・ハイウェイ実験協議会を設置したものの、この協議会はケーブルテレビ網によるインターネット接続の実験を行うことを目的としたものであった。その後、1998年に同省は『情報スーパーエクスプレス構想の実現に向けた懇談会』を開始し、光ファイバ及びそれを利用した各種アプリケーションを先に一部地域に導入することを目指した。
地方では情報通信に力を入れる地方自治体が登場し、各地で地域情報ハイウェイが誕生していった。

### 日本の情報ハイウェイ一覧
| 秋田県   | 秋田情報ハイウェイ                                                   |
| 宮城県   | みやぎハイパーウェブ                                                 |
| 山梨県   | 山梨県情報ハイウェイ                                                 |
| 福井県   | 福井情報スーパーハイウェイ(FISH)                                     |
| 富山県   | とやまマルチネット                                                   |
| 岐阜県   | 岐阜情報スーパーハイウェイ                                           |
| 滋賀県   | びわ湖情報ハイウェイ                                                 |
| 京都府   | 京都デジタル疏水ネットワーク                                         |
| 大阪府   | 科学情報ハイウェイ                                                   |
| 兵庫県   | 兵庫情報ハイウェイ                                                   |
| 奈良県   | 大和路情報ハイウェイ                                                 |
| 和歌山県 | きのくにe-ねっと                                                     |
| 岡山県   | 岡山情報ハイウェイ                                                   |
| 鳥取県   | 鳥取情報ハイウェイ                                                   |
| 山口県   | やまぐち情報スーパーネットワーク                                     |
| 愛媛県   | 愛媛情報スーパーハイウェイ                                           |
| 高知県   | 高知県情報ハイウェイ                                                 |
| 福岡県   | ふくおかギガビットハイウェイ - 2011年（平成23年）3月31日をもって終了 |
| 佐賀県   | 佐賀県情報ハイウェイ(NetComさが)                                     |
| 大分県   | 豊の国ハイパーネットワーク                                           |
| 宮崎県   | 宮崎情報ハイウェイ21(MJH21)                                          |
| 沖縄県   | 沖縄県情報産業ハイウェイ                                             |